# The Monthly
The Monthly é uma revista australiana sobre política, sociedade e artes, que é publicada onze vezes por ano numa base mensal, com exceção da edição de dezembro/janeiro. Foi criada em 2005, é publicada pela incorporadora imobiliária de Melbourne Morry Schwartz.

## Colaboradores
Os colaboradores incluem Mark Aarons, Waleed Aly, John Birmingham, Peter Conrad, Annabel Crabb, Richard Flanagan, Robert Forster, Anna Funder, Helen Garner, Anna Goldsworthy, Kerryn Goldsworthy, Ramachandra Guha, Gideon Haigh, M. J. Hyland, Linda Jaivin, Clive James, Kate Jennings, Paul Kelly, Benjamin Law, Amanda Lohrey, Mungo MacCallum, Shane Maloney, Robert Manne, David Marr, Maxine McKew, Drusilla Modjeska, Peter Robb, Kevin Rudd, Margaret Simons, Tim Soutphommasane, Lindsay Tanner, Malcolm Turnbull e Don Watson.